# Nigel West
Nigel West, właśc. Rupert William Simon Allason (ur. 8 listopada 1951 w Londynie) – brytyjski pisarz, specjalista w zakresie historii służb specjalnych, poseł do brytyjskiego parlamentu.

## Prace autorstwa Nigela Westa
(na podstawie Library Thing)
- Spy! współautor Richard Deacon, Londyn, British Broadcasting Corporation, 1980
- MI5: British Security Service Operations, 1909-1945, Nowy Jork, Stein and Day, 1982, 1981
- A Matter of Trust: MI5, 1945-72, Londyn, Weidenfeld and Nicolson, 1982; w USA pod tytułem The Circus: MI5, operations 1945-1972, Nowy Jork, Stein and Day, 1983
- MI6: British Secret Intelligence Service Operations: 1909-45, Londyn, Weidenfeld and Nicolson, 1983
- Unreliable Witness: Espionage Myths of the Second World War, Londyn, Weidenfeld and Nicolson, 1984
- The Branch: A History of the Metropolitan Police Special Branch;
- Operation Garbo: The Personal Story of the Most Successful Double Agent of World War II, współautor Juan Pujol, Londyn, Weidenfeld and Nicolson, 1985 (polskie wydanie: Kryptonim Garbo. Najskuteczniejszy podwójny agent drugiej wojny światowej, Wydawnictwo RM, Warszawa 2013, ISBN 978-83-7773-096-6);
- GCHQ: The Secret Wireless War, 1900-86, Londyn, Weidenfeld and Nicolson, 1986, ISBN 0-297-78717-9
- Molehunt: The Full Story of the Soviet Spy in MI5, Londyn, Weidenfeld and Nicolson, 1987
- The Friends: Britain's Post-War Secret Intelligence operations, Londyn, Weidenfeld and Nicolson, 1988
- Games of Intelligence: The Classified Conflict of International Espionage, Londyn, Weidenfeld and Nicolson, 1989
- The Blue List (powieść), Londyn, Secker & Warburg, 1989, ISBN 0-436-56602-8
- Cuban Bluff (powieść), Londyn, Secker & Warburg, 1990
- Seven Spies Who Changed the World, Londyn, Secker & Warburg, 1991
- Secret War: The Story of SOE, Britain's Wartime Sabotage Organisation, Londyn, Hodder & Stoughton, 1992
- Murder in the Commons (powieść), Londyn, 1992
- The Faber Book of Espionage: Faber & Faber, grudzień 1994
- Murder in the Lords (powieść), Londyn, 1994
- The Secret War for the Falklands: SAS, MI6 and the War Whitehall Nearly Lost: Little Brown, styczeń 1997, ISBN 0-7515-2071-3
- The Faber Book of Treachery: Faber & Faber, marzec 1998
- The Crown Jewels: The British Secrets Exposed by the KGB Archives, Londyn, HarperCollins, 1999, 1998
- Counterfeit Spies: Time Warner Paperbacks, marzec 1999
- VENONA: The Greatest Secret of the Cold War: HarperCollins, maj 2000 ISBN 0-00-653071-0
- The Third Secret: The CIA, Solidarity and the KGB's Plot to Kill the Pope: HarperCollins, październik 2000
- Mortal Crimes: The Greatest Theft in History: Soviet Penetration of the Manhattan Project, Nowy Jork, Enigma Books, 2004
- The Guy Liddell Diaries: 1939-1942 Volume 1: Frank Cass Publishers, luty 2005
- The Guy Liddell Diaries: 1942-1945 Volume 2: Routlege, Londyn, czerwiec 2005
- Historical Dictionary of British Intelligence: Scarecrow Press, Londyn, czerwiec 2005
- Mask: MI5's Penetration of the Communist Party of Great Britain: Frank Cass Publishers, lipiec 2005
- On Her Majesty's Secret Service: The Chiefs of Britain's Intelligence Agency, MI6: Greenhill Books, Londyn, październik 2006
- Government Communications Headquarters (Coronet Books);
- The Sigint Secrets: The Signals Intelligence War, 1990 to Today-Including…
- A Thread of Deceit: Espionage Myths of WWII;
- Counterfeit Spies (Nigel West Intelligence Library);
- Secret War: Story of S.O.E., Britain's Wartime Sabotage Organisation;
- The Illegals;
- The Friends: Britain's Post-war Secret Intellegence Operations;
- At Her Majesty's Service: The Chiefs of Britain's Intelligence…
- The Guy Liddell Diaries, Vol. 2 (1942-1945);
- Historical Dictionary of International Intelligence (Historical Dictionaries of Intelligence and Counterintelligence);
- Unreliable Witness: Espionage Myths of the Second World War;
- Historical Dictionary of Cold War Counterintelligence (Historical Dictionaries of Intelligence and Counterintelligence);
- Historical dictionary of signals intelligence;
- Snow: The Astonishing Story of the First Double Cross Agent;
- The A to Z of Sexspionage (The a to Z Guide: Historical Dictionaries of Intelligence and Counterintelligence);
- Historical Dictionary of Sexspionage (Historical Dictionaries of Intelligence and Counterintelligence);
- Historical dictionary of World War II intelligence;
- The Secret History of British Intelligence;

## Nagrody i wyróżnienia
- AFIO Lifetime Literature Achievement Award[1]